# Нордурланд-Ейстра
Нордурланд-Ейстра (ісл. Norðurland eystra, Східна Північна земля) — один з 8 регіонів Ісландії. Найбільше місто в регіоні — Акурейрі з населенням 19,936 осіб (2021 р.).
Нордюрланд-Ейстра перебуває в північній частині країни. Площа регіону становить 22 695 км кв. Чисельність населення — 29 060 людина (на 1 грудня 2008 року). Щільність населення — 1,281 чол./км². У результаті адміністративної реформи в 2006 році до складу Нордурланд-Ейстра ввійшли місто Сіглюфьордюр і громада Скег'ъястадір, що значно збільшило населення регіону.
На півночі узбережжя Нордюрланд-Ейстра обмивається водами Гренландського моря. На сході від нього знаходиться регіон Аустюрланд, на півдні — Судурланд, на заході — Нордурланд Вестра.

## Адміністративний поділ
Регіон Нордурланд-Ейстра складається з 3 округів (сісл) і 4 «вільних громад». До вільних громад відносяться:
- Акюрейракаупстадір. Площа — 133 км². Чисельність населення — 16 822 чоловік (на 2006). Адміністративний центр — Акурейрі
- Нордюрпінт. Площа — 3729 км². Чисельність населення — 3023 чоловік. Адміністративний центр — Хусавік.
- Фьялабігд. Площа — 364 км². Чисельність населення — 2261 чоловік (на 2006). Адміністративний центр — Олафсфьордюр.
- Далвікюрбіггд. Площа — 598 км². Чисельність населення — 1966 чоловік. Адміністративний центр — Далвік.

Округу (сісли) регіону Нордюрланд-Эйстра:
- Ейяфьярдарсісла. Площа — 2674 км². Чисельність населення — 1684 чоловік. Адміністративний центр — Ак'юрейрі.
- Сюдюр-Пингейярсісла. Площа — 12 709 км². Чисельність населення — 2175 чоловік. Адміністративний центр — Хусавік.
- Нордюр-Пингейярсісла. Площа — 2488 км². Чисельність населення — 624 чоловіки. Адміністративний центр — Хусавік.

## Населення
| Рік  | Населення | Відсоток від загального населення Ісландії |
| ---- | --------- | ------------------------------------------ |
| 1920 | 14 222    | 15,06%                                     |
| 1930 | 16 947    | 15,60%                                     |
| 1940 | 19 769    | 16,26%                                     |
| 1950 | 21 776    | 15,09%                                     |
| 1960 | 22 449    | 12,52%                                     |
| 1970 | 24 386    | 11,92%                                     |
| 1980 | 27 703    | 11,98%                                     |
| 1990 | 27 942    | 10,84%                                     |
| 2000 | 28 181    | 9,89%                                      |
| 2010 | 28 900    | 9,09%                                      |